# Rhytiphora viridescens
Rhytiphora viridescens là một loài bọ cánh cứng trong họ Cerambycidae.